# Danae Nason
Danae Nason (Cambridge, ...) è un'attrice statunitense.

## Biografia
Oltre alle apparizioni in una manciata di drammi da un'ora (es. Blue Bloods, The Blacklist), ha avuto un ruolo ricorrente nella serie Flesh and Bone. Amante del cinema indipendente, sin dall'inizio della sua carriera ha iniziato a occuparsi di progetti che la appassionano. Lavora nel progetto Unfreedom, che indaga sulle forme contemporanee di oppressione negli Stati Uniti e in India.

## Filmografia

### Cinema
- 2012: Doomsday, regia di Nick Everhart (2008)
- Countdown: Armaggedon, regia di A.F. Silver (2009)
- Black Mass - L'ultimo gangster (Black Mass), regia di Scott Cooper (2015)
- Manchester by the Sea, regia di Kenneth Lonergan (2016)

### Televisione
- Una vita da vivere (One Life to Live) - soap opera, 2 episodi (2005)
- Transmorphers, regia di Leigh Scott - film TV (2007)
- Masters of Sex - serie TV, episodio 1x01 (2013)
- The Blacklist - serie TV, episodio 1x21 (2014)
- Blue Bloods - serie TV, episodio 5x09 (2014)
- American Odyssey - serie TV, episodio 1x01 (2015)
- Flesh and Bone - miniserie televisiva, 2 episodi (2015)
- Will Trent - serie TV, episodio 1x05 (2023)
- FBI - serie TV, episodio 5x15 (2024)
- Law & Order - I due volti della giustizia (Law & Order) - serie TV, episodio 24x04 (2024)

## Doppiatrici italiane
Nelle versioni in italiano delle opere in cui ha recitato, Danae Nelson è stata doppiata da:
- Michela Alborghetti in Blue Bloods